# Jambi (ville)
Pour les articles homonymes, voir Jambi.
Jambi est une ville d'Indonésie située dans l'Est de l'île de Sumatra. C'est la capitale de la province de Jambi. Elle a le statut de kota.
Jambi est un port important de la Batang Hari, notamment pour le transport de pétrole et de caoutchouc. Jambi compte 460 427 habitants (2005).

## Transports
La ville est desservie par l'aéroport Sultan Thaha

## Jumelages
- Kupang (Indonésie)
- Nakhon Ratchasima (Thaïlande)
- Ermera (Timor-Leste)
- Ainaro (Timor-Leste)